# Global Underground
Global Underground este o casă de discuri fondată în 1996 de către antreprenorul britanic Andy Horsfield și Todd James. Casa de discuri simbolizează explozia internațională a muzicii dance în timpul anilor 1990 și primul manifest pentru DJ high-end, cum ar fi Sasha, Paul Oakenfold, Digweed John, Tenaglia Danny, Warren Nick, Seaman Dave, Emerson Darren și James Lavelle.

## Prezentare
Global Underground se referă la o  serie de compilații de muzică electronică care reflectă concerte ale diferitor  DJi în locații din întreaga lume. Seriile Global Underground au fost lansate de o altă casă de discuri, cunoscută înainte ca Boxed, ce conținea cîteva serii-surori, precum Nubreed și Electric Calm. Boxed s-a închis în 2001 fiind înlocuită de  Global Underground Ltd. De la primul release din 1996, seriile au fost bine primite și au devenit o trăsătură emblematică în lumea house-ului progressive. Stilul predominant de muzica dance prezentat este Progressive House, dar există și release-uri House, Trance House, și Breakbeat. Primele cinci lansări s-au înregistrat în direct de la cluburile în care s-a mixat, în timp ce restul sunt mixate și înregistrate într-un studio.

## Dezvoltarea conceptului
Fiecare număr din serie se bazează pe ideea că Global Underground prezintă DJi ce mixează la petreceri într-unele dintre cele mai neobișnuite și exotice locații clubbing de pe Pamant. Setul este apoi lansat în format 2CD, care este formatat pentru a captura petrecerea din acea noapte și simțul general al vizitei DJ-ului în muzică, fotografie contemporană conținînd și extinse note de album.

## Caracteristici
Există caracteristici coerente în aproape fiecare album din serie, incluzînd:
- Fiecare album este mixat de un DJ glob-trotter.
- Influența importantă a locației asupra muzicii și ambalajul.
- Notele de album descriu scena locală de clubbing și/ sau locația, adesea scrise de editorul revistei  Mixmag, Dom Phillips.
- Fiecare album constă din două discuri.
- Lista de melodii este editată din setul complet, bazată pe o viziune retrospectivă a interpretării.

## Recunoașterea internațională
Billboard  a recunoscut Underground Global ca prima compilație DJ mix ce a plasat fotografii de înaltă calitate a DJ-ilor pe coperțile albumelor. Acest lucru ulterior, jucînd un rol în transformarea DJilor în vedete și figure emblematice, în cadrul culturii muzicii dance electronice.

### Release-urile Thrive
Thrive Records a fost distribuitor pentru unele dintre release-urile timpurii ale Global Underground în SUA, care a avut un alt sistem de numerotare pentru albumele Global Underground. Release-urile au venit cu o prezentare grafică diferită, în rest fiind aceeași.

## Catalog
Aceasta este o listă completă a albumelor disponibile din seria principală Global Underground, ce include numărul secvențial al albumului din serie, DJul/ producătorul care interpretează, locația în care a avut loc evenimentul și data de lansare oficială a compilației. Numerele listate din catalog sunt  pentru versiuni britanice. Numerele de pe albumele distribuite de Prospera în Statele Unite, sunt trecute în paranteze - cele fără astfel de etichete nu au un număr diferite al release-ului. Global Underground are de asemenea, mai multe "sub-serii" intitulate Nubreed, Prototype, Electric Calm, 24:7, Afterhours, și cel mai recent, Global Underground DJ.

### GU Oficial

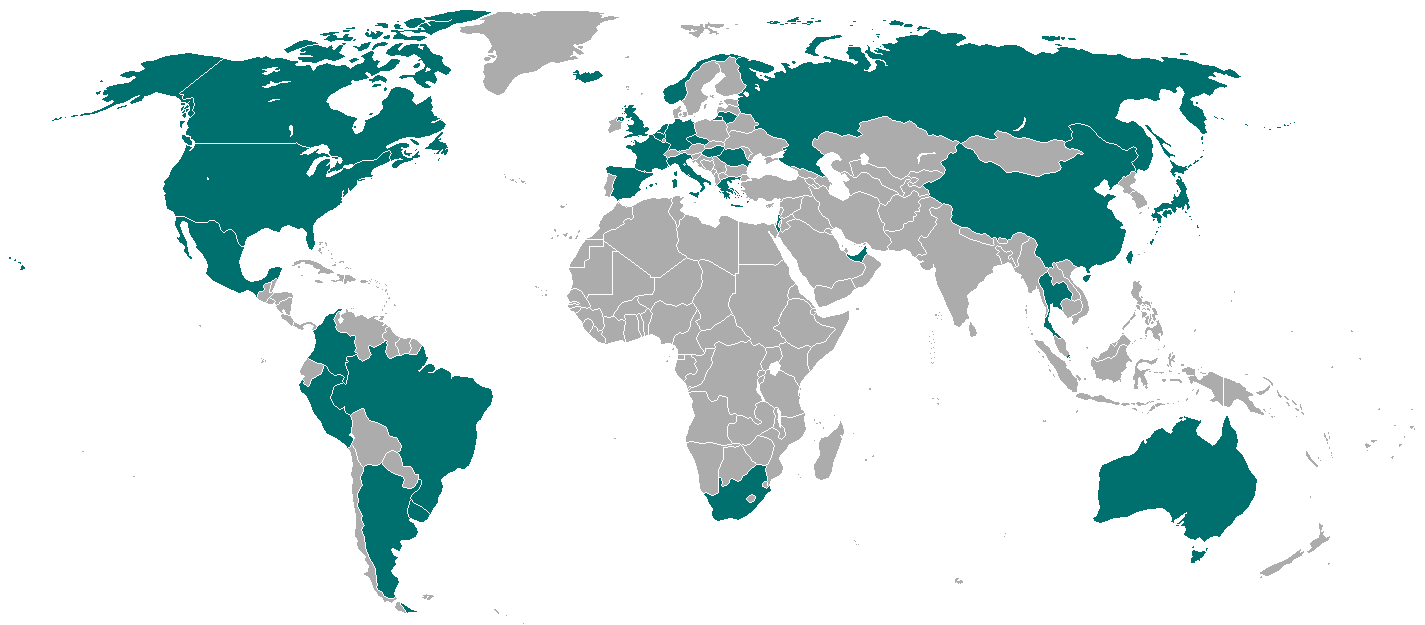
Aceasta hartă arată țările care au fost prezentate în seriile GU pînă la ediția GU038.

| - GU001 Tony De Vit, Live In Tel Aviv, Data lansării: Noiembrie 11, 1996 - GU002 nu a fost lansată (În catalogul Thrive, release-ul 002 este mix-ul lui Oakenfold din New York.) - GU003 Nick Warren, Live In Prague, Data lansării: Martie 24, 1997 - GU004 Paul Oakenfold, Live In Oslo, Data lansării: Iunie 9, 1997 - GU005 Tony De Vit, Tokyo, Data lansării: Octombrie 27, 1998 - GU006 (US: GU001) John Digweed, Sydney, Data lansării: Octombrie 13, 1998. - GU007 (US: GU002) Paul Oakenfold, New York, Data lansării: Ian 19, 1999 - GU008 Nick Warren, Brazil, Data lansării: Octombrie 13, 1998 A - GU009 (US: GU003) Sasha, San Francisco, Data lansării: Noiembrie 9, 1998 - GU010 (US: GU004) Danny Tenaglia, Atena, Data lansării: Februarie 15, 1999 - GU011 (US: GU005) Nick Warren, Budapesta, Data lansării: Mai 31, 1999 - GU012 Dave Seaman, Buenos Aires, Data lansării: 23 august 1999 - GU013 Sasha, Ibiza, Data lansării: Septembrie 20, 1999 - GU014 John Digweed, Hong Kong, Data lansării: 14 decembrie 1999 - GU015 Darren Emerson, Uruguai, Data lansării: Mai 23, 2000 B - GU016 Dave Seaman, Cape Town, Data lansării: 22 august 2000 - GU017 Danny Tenaglia, Londra, Data lansării: Mai 23, 2000 - GU018 Nick Warren, Amsterdam, Data lansării: Iulie 25, 2000 - GU019 John Digweed, Los Angeles, Data lansării: Februarie 27, 2001 - GU020 Darren Emerson, Singapore, Data lansării: Iulie 3, 2001 | - GU021 Deep Dish, Moscova, Data lansării: 21 august 2001 - GU022 Dave Seaman, Melbourne, Data lansării: Mai 21, 2002 - GU023 James Lavelle, Barcelona, Data lansării: Octombrie 1, 2002 - GU024 Nick Warren, Reykjavík, Data lansării: Martie 18, 2003 - GU025 Deep Dish, Toronto, Data lansării: Iunie 10, 2003 - GU026 James Lavelle, Romania, Data lansării: Martie 9, 2004 C - GU027 Danny Howells, Miami, Data lansării: Martie 29, 2005 - GU028 Nick Warren, Shanghai, Data lansării: Iulie 18, 2005 - GU029 Sharam, Dubai, Data lansării: Octombrie 3, 2006 - GU030 Nick Warren, Paris, Data lansării: Februarie 19, 2007 - GU031 Dubfire, Taipei, Data lansării: Aprilie 2, 2007 - GU032 Adam Freeland, Mexico City, Data lansării: Iunie 7, 2007 - GU033 Layo & Bushwacka!, Rio de Janeiro, Data lansării: Octombrie 1, 2007 - GU034 Felix Da Housecat, Milano, Data lansării: Mai 12, 2008 - GU035 Nick Warren, Lima, Data lansării: Octombrie 13, 2008 - GU036 Darren Emerson, Bogotá, Data lansării: Februarie 9, 2009 - GU037 James Lavelle, Bangkok, Data lansării: 3 august 2009 - GU038 Carl Cox, Black Rock Desert Data lansării: Februarie 1, 2010 - GU039 Dave Seaman, Lituania Data lansării: Septembrie 2010 D |

A GU008: Nick Warren - Brazil se află în São Paulo cu toate acestea a fost lansat ca Brazil.

B GU015: Darren Emerson - Uruguay se află în  Punta del Este cu toate acestea a fost lansat ca Uruguay.

C GU026: James Lavelle - România se află în București cu toate acestea a fost lansat ca Romania.

D GU039: Dave Seaman - Lituania se află în Palanga cu toate acestea a fost lansat ca Lituania.
GU Seria de release-uri Sampler
- GUSAM001 The Forth, Departures, Data lansării: Octombrie 27, 1998
- GUSAM002 The Forth, Arrivals, Data lansării: 1999
- GUSAM003 The Forth, Destinations, Data lansării: Ianuarie 29, 2001
- GUSAM004 The Forth, Locations, Data lansării: 2001
- GUSAMUS001 The Forth, Passport, Data lansării: 2001
- GUSAM005 The Forth, Exposures, Data lansării: 2004
- GUSAM006 The Forth, Synchronised, Data lansării: Octombrie 2005
- GUSAM007 Dubfunk, Synchronised 2, Data lansării: Noiembrie 6, 2007

Compilații Anniversare
- GUXCD GU10 Compilația celei dea 10 Aniversări Data lansării: Mai 15, 2006

### GU DJ
- GUDJ001 Nic Fanciulli, Data lansării: Aprilie 27, 2009
- GUDJ002 Plump DJs, Data lansării: Octombrie 12, 2009
- GUDJ003 Wally Lopez, Data lansării: Aprilie 27, 2009
- GUDJ004 Tom Novy, Data lansării: Noiembrie 15, 2010

### Nubreed
Seria Nubreed conține albume mixate a DJ-ilor considerați de Boxed ca "promițători", deși a prezentat și DJi experimentați cum ar fi Satoshi Tomiie.
Seriile de release-uri NuBreed
- NU001 Anthony Pappa, Data lansării: Martie 13, 2000
- NU002 Danny Howells, Data lansării: Septembrie 28, 2000
- NU003 Steve Lawler, Data lansării: Octombrie 9, 2000
- NU004 Sander Kleinenberg, Release Aprilie 9, 2001
- NU005 Lee Burridge, Data lansării: 13 august 2001
- NU006 Satoshi Tomiie, Data lansării: Iulie 29, 2002
- NU007 Jim Rivers, Data lansării: Martie 30, 2009
- NU008 Sultan, Data lansării: 10 august 2009

### Prototype
- PRO:001 Seb Fontaine, Data lansării: Aprilie 29, 1999
- PRO:002 Seb Fontaine, Data lansării: Noiembrie 2, 1999
- PRO:003 Seb Fontaine, Data lansării: Aprilie 18, 2000
- PRO:004 Seb Fontaine, Data lansării: Mai 29, 2001

### 24:7
24:7 este o serie unde DJ-ii sunt rugați să pună împreună un set de doua jumatati special contrastante, bazate pe contrariile conceptuale ale "zilei" și "nopții".
24:7 Release-urile Seriei
- GU247001 Danny Howells, Data lansării: Iulie 21, 2003
- GU247002 Lee Burridge, Data lansării: Septembrie 15, 2003

### Compilații Chill out
Electric Calm este o serie ce abordează partea chill sau "calmantă" a muzicii electronice, în timp  Afterhours este similar seriilor Back to Mine.  Atît Afterhours cît și Electric Calm, împreună cu CD-urile GU "Sampler", au fost compilate și mixate de însăși Global Underground.
Seriile de release-uri Electric Calm
- GUEC001 The Forth, Data lansării: Septembrie 30, 2002
- GUEC002 The Forth, Data lansării: 25 august 2003
- GUEC003 The Forth, Data lansării: 13 februarie 2006
- GUEC004 Dubfunk, Data lansării: Octombrie 1, 2007
- GUEC005 Trafik, Data lansării: Decembrie 7, 2009

Seriile de release-uri Afterhours
- GUAF001 The Forth, Data lansării: Noiembrie 11, 2002
- GUAF002 Trafik, Data lansării: Februarie 21, 2005
- GUAF003 Trafik, Data lansării: Ianuarie 29, 2007
- GUAF004 Trafik, Data lansării: Iulie 16, 2007
- GUAF005 Necunoscut, Data lansării: Martie 30, 2008
- GUAF006 Necunoscut, Data lansării: Iulie 28, 2008

### Lights Out
În 2002, fostul DJ-ul NuBreed Steve Lawler și-a oferit propria amprentă casei de discuri Global Underground, intitulată "Lights Out". Conceptul  seriilor de CD-uri mixate a fost de a aduce în lumina reflectoarelor partea mai întunecată și mai îndrăzneață a ringului de dans. Lui Steve Lawler i s-a permis să se scufunde în ceea ce au fost considerate teritorii noi ale timpului incluzând remixuri pentru compilatiile sale. El a inclus, de asemenea, muzică și metodologie ce nu au fost utilizate anterior pe CD-urile de studio mixate.
Seriile de release-uri Lights Out
- GULO001 Steve Lawler, Data lansării: Iunie 24, 2002
- GULO002 Steve Lawler, Data lansării: Octombrie 27, 2003
- GULO003 Steve Lawler, Data lansării: Octombrie 3, 2005

### Fundacion
Seriile de release-uri Fundacion
- GUFUN001C Sasha - Fundacion NYC, Data lansării: Iunie 13, 2005

### GU Music
În 2003, franciza Global Underground și-a inceput imprintul  "GU Music". Până în acest moment, ei au fost strict o casă de discuri care s-a ocupat de CD-uri compilate și mixate de DJi.
GU Music i-a permis casei Global Underground să intre în categoria albumelor cu durată completă și a release-urilor single pe Vinyl/CD/MP3. Echipa GU Music a declarat: " "După ce a cultivat câțiva dintre mai buni DJ ai lumii, am aplicat această expertiză pentru muzica originală, culegînd cele mai mari viitoare talente din întreaga lume..." Ei au prezentat release-uri ale diferitor artiști, cum ar fi UNKLE, Lostep și Trafik. În 2007, s-a extins cu lansarea compilației GU Mixed, care începe o nouă serie ocazională cu același nume, care v-a consta din muzica cerută de GU Music.
Albumele GU Music
- GUMU001 Pako & Frederik - Atlantic Breakers, Data lansării: Octombrie 20, 2003
- GUMU002 Trafik - Bullet, Data lansării: Octombrie 4, 2004
- GUMU003 Lostep - Because We Can, Data lansării: Aprilie 17, 2006
- GUMU004 The Remote - Too Low to Miss, Data lansării: Iunie 26, 2006
- GUMU005 Sissy - All Under, Data lansării: 2006
- GUMU006 Dark Globe - Nostalgia for the Future, Data lansării: 2006
- GUMU007 Trafik - Club Trafikana, Data lansării: 6 august 2007
- GUMU008 Roland Klinkenberg - Mexico Can Wait, Data lansării: 20 august 2007
- GUMU009 Eelke Kleijn - Naturally Artificial, Data lansării: Octombrie 2, 2007
- GUMU010 Pako & Frederik - The Alert, Data lansării: Noiembrie 5, 2007
- GUMU011 Rogue Audio - Haphazard, Data lansării: Aprilie 21, 2008
- GUMU012 Alex Dolby - Psiko Garden, Data lansării: 17 iunie 2008
- GUMU013 The Last Atlant - A Cloudburst of Colors, Data lansării: 25 august 2008
- GUMU014 Anil Chawla & Dale Anderson - Roadhouse, Data lansării: Februarie 23, 2009
- GUMU015 Trafik - None But the Brave, Data lansării: Iunie 21, 2010

Release-urile GU Mixed
- GUMIX1CD CD1, CD2, CD3 În format mixat și nemixat, Data lansării: Mai 21, 2007
- GUMIX1CDX CD1, CD2, CD3, CD4 Limited Edition În format mixat și nemixat, Data lansării: Mai 21, 2007
- GUMIX2CD CD1, CD2, CD3 În format mixat și nemixat, Data lansării: Septembrie 3, 2007
- GUMIX2CDX CD1, CD2, CD3, CD4 Limited Edition În format mixat și nemixat, Data lansării: Septembrie 3, 2007
- GUMIX3CD CD1, CD2, CD3 În format mixat și nemixat, Releae Date: Iunie 16, 2008
- GUMIX3CDX CD1, CD2, CD3, CD4 Limited Edition În format mixat și nemixat, Data lansării: Iunie 16, 2008

## GU002
În release-urile britanice ale casei de discuri Boxed, a fost GU002, release-ul ce nu afot în fapt lansat niciodată în seriile Global Underground (în release-urile americane Thrive, release-ul a fost re-numerotat, ca mixul lui Paul Oakenfold din New York sub numărul de catalog GU002).  Global Underground a sărit direct de la GU001: Tony De Vit - Live In Tel Aviv la GU003: Nick Warren - Praga, care a dus la o mulțime de controverse și zvonuri cu privire la natura GU002. Cu toate acestea, GU002 există în formă de ambalaj de bandă, atribuit lui Tony De Vit în Tel Aviv, CD-ul cu numărul de catalog efectiv al release-ului fiind GU002T. Cînd  Boxed a început seria GU în 1996, nu a avut o viziune clară cu privire la sistemul de numerotare (mai târziu aceasta devenind o parte a imaginii lor), fapt care a dus la release-uri "lipsă".